# Tomás Sánchez de Ávila
Tomás Sánchez (1550 – 19 de maio de 1610) foi um sacerdote jesuíta espanhol e famoso casuísta e teólogo moralista.